# Anette Dina Sørensen
Anette Dina Sørensen (født 1962), Cand. mag. i Historie og Kønsstudier. Dansk kønsforsker, der siden sine første studieår gjorde sig gældende i den danske køns- og ligestillingsdebat inspireret af den franske filosof Michel Foucault og den poststrukturalistiske tænkning fra især USA bl.a teoretikere som Judith Butler. Som studerende medvirkede hun at oprettelsen af Netværk for Mandeforskning i Danmark samt Nordisk netværk for Maskulinitetsstudier. I starten af det nye årtusinde blev hun en af de oftest hørte stemmer i debatten om pornografiens massekulturelle mainstreaming, hvor hun i talrige artikler og publikationer skrev om problemerne med pornoficeringen af massekulturen som en følge af den kommunikationsteknologiske udvikling i starten af det 21. årh.
Hendes tese er, at seksuelle elementer i vor tids massekultur bliver farvet af pornografiens stereotype kønsrepræsentationer og visuelle formsprog og og derfor får betydning for seksualitetskulturen mere bredt i samfundet.
Hun var adjunkt på Videnscenter for ligestilling - det senere Center for Ligestillingsforskning v. Roskilde Universitetscenter, og fra 2004 - 2006 forskningsleder på det nordiske forskningsprojektet Unge, køn og pornografi i Norden ved Oslo Universitet. Fra 2009-2012 var hun hovedredaktør og projektleder på digitaliseringen af Nordisk kvindelitteraturhistorie. Herefter direktør i kommunikationsfirmaet A/D Kommunikation.
Parallelt med sin forskningskarriere har hun arbejdet med kulturjournalistik og formidling og været tilknyttet forskellige danske dagblad som fag- og skønlitterær anmelder. I midten af 1990'erne Dagbladet Information. Fra 1999-2014 Politiken.